# باربارا تابیتا
باربارا تابیتا (ایتالیایی: Barbara Tabita؛ زادهٔ ۱۳ فوریهٔ ۱۹۷۵) بازیگر اهل ایتالیا است.
از فیلم‌ها یا مجموعه‌های تلویزیونی که وی در آن‌ها نقش داشته‌است می‌توان به پدر دوست‌داشتنی اشاره نمود.